# День войск национальной гвардии Российской Федерации
День войск национальной гвардии Российской Федерации — профессиональный праздник военнослужащих, сотрудников имеющих специальные звания полиции и гражданского персонала Войск национальной гвардии Российской Федерации. Отмечается в России ежегодно 27 марта.

## История
16 января 2017 года Указом №10 Президента Российской Федерации Владимира Путина установлен 27 марта День войск национальной гвардии Российской Федерации, вместо Дня внутренних войск МВД РФ.
Решение об учреждении профессионального праздника солдат правопорядка было принято в начале 1996 года на основании многочисленных публикаций военного историка Сысоева Николая Георгиевича, тогда подполковника и заместителя начальника Центрального музея ВВ МВД РФ по научной работе. Ему же было поручено подготовить проекты учредительных документов для установления торжественного дня.
С 1996 по 2016 год в этот день в Российской Федерации отмечался День внутренних войск МВД России.

## Традиции праздника
В этот день командование Росгвардии вручает военнослужащим, сотрудникам имеющим специальные звания полиции и гражданскому персоналу награды, выносит благодарности, присваивает воинские и специальные звания.

## Празднование
Ежегодно 27 марта в Москве главнокомандующий войсками Росгвардии, генерал армии Виктор Золотов и его заместители возлагают венок к памятнику Александру I.
В Москве на Красноказарменной улице генералы и офицеры Центрального аппарата Росгвардии возлагают цветы к памятнику «Воинам внутренних войск, погибшим при исполнении воинского долга». А также возлагают венок к бюсту основателя внутренней стражи генерала от инфантерии Е.Ф. Комаровского. Такие же торжественные мероприятия проходят в других городах, где дислоцируются воинские части и другие подразделения Росгвардии.
Во время торжественного концерта в Кремлёвском дворце в марте 2017 года, посвященного профессиональному празднику, Президент России Владимир Путин вручил знамя Росгвардии директору Федеральной службы войск Национальной гвардии Российской Федерации генералу армии Виктору Золотову.

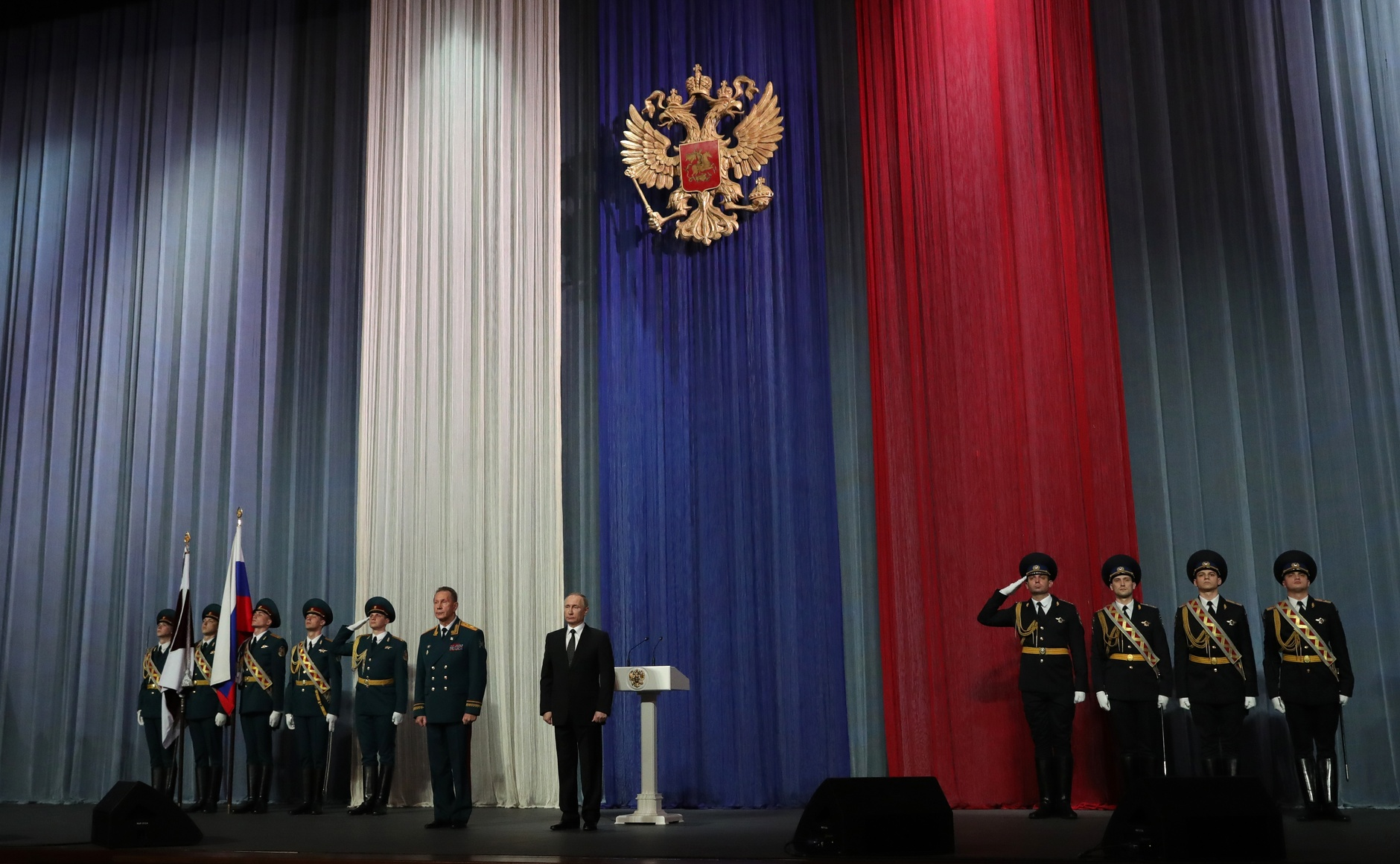
Торжественный концерт в Кремлёвском дворце.